# هانزفورد رووي
هانزفورد رووي (بالإنجليزية: Hansford Rowe)‏ هو موسيقي أمريكي، ولد في 8 مارس 1954.

## وصلات خارجية
- هانزفورد رووي على موقع ميوزك برينز (الإنجليزية)
- هانزفورد رووي على موقع ديسكوغز (الإنجليزية)